# ORC-190-Klasse
Die ORC-190-Klasse ist ein Lotsenboottyp der französischen Werft Chantiers Navals Bernard in Locmiquélic. Die Wasserstraßen- und Schifffahrtsverwaltung des Bundes hat vier Boote dieser Klasse im Einsatz.

## Beschreibung
Von der damaligen Wasser- und Schifffahrtsdirektion Nordwest und den beteiligten Lotsenbrüderschaften wurde ein Fahrzeugkonzept entwickelt, das dem neuesten Stand der Technik entspricht, speziell auf die Bedingungen in der Nordsee abgestimmt ist. Das Ergebnis ist ein knapp 20 m langes Boot aus glasfaserverstärktem Kunststoff mit einem besonderen Rumpf, der auch bei Seegang gute Fahreigenschaften garantiert. Markant sind der „Schnabel“ am Bug, der für mehr Kursstabilität und Auftrieb sorgt, sowie eine fast umlaufende Fenderröhre. Die unsinkbaren und selbstaufrichtenden Lotsenboote werden von zwei MTU-Dieselmotoren angetrieben, die mit jeweils 900 kW auf zwei Festpropeller wirken. Die maximale Geschwindigkeit beträgt 30 Knoten.
Mit der Indienststellung der ersten Boote wurde die in der Westerems stationierte Kapitän Bleeker eingezogen. Die schnellen Boote fahren bis zu acht Lotsen vom Schutzhafen auf Borkum zur Versetzposition oder zurück. Dabei werden sie von der Borkum unterstützt. Das vierte Boot, die Visurgis, ist in Bremerhaven stationiert und führt dort den Lotsenwechsel zwischen den See-, Fluss- und Hafenlotsen durch. Seitdem der Lotsbetriebsverein im Jahr 2020 auch die Versetzung der Hafenlotsen mit übernommen hat, wird die Visurgis und die ebenfalls in Bremerhaven stationierte Weserlotse dabei im Wechsel von einem der in Emden stationierten Boote unterstützt.

## Einheiten
| Name     | Rufzeichen | Indienststellung | Lotsenbrüderschaft       |
| -------- | ---------- | ---------------- | ------------------------ |
| Frya     | DBLI       | 2011             | Lotsenbrüderschaft Emden |
| Fresena  | DBLL       | 2012             | Lotsenbrüderschaft Emden |
| Burkana  | DBLS       | 2013             | Lotsenbrüderschaft Emden |
| Visurgis | DBLQ       | 2015             | Lotsenbrüderschaft Weser |